# Eructe
Un eructe, també conegut com a rot, és l'alliberament de gas del tub digestiu (principalment, de l'esòfag i estómac) per mitjà de la boca. Sovint és acompanyat d'un soroll típic i, de vegades, una olor.
Típicament, els eructes són provocats per l'empassada d'aire menjant o bevent i la seva expulsió posterior; en aquest cas, el gas expulsat és principalment una barreja de nitrogen i oxigen. Els eructes també poden tenir la causa en la beguda de begudes carbonatades com la cervesa, refrescs, begudes energètiques o xampany. El so de l'eructació és provocat per la vibració de l'esfínter esofàgic superior quan el gas hi passa.
En ambients de microgravetat, l'eructació està relacionada habitualment amb la regurgitació. La vàlvula de dalt de l'estómac, el càrdies, no queda completament tancada i, en absència de gravetat, els continguts de l'estómac acostumen a flotar a prop d'aquesta vàlvula. Això fa que sigui més probable que pugin juntament amb l'aire expulsat.